# Helmut Dosch

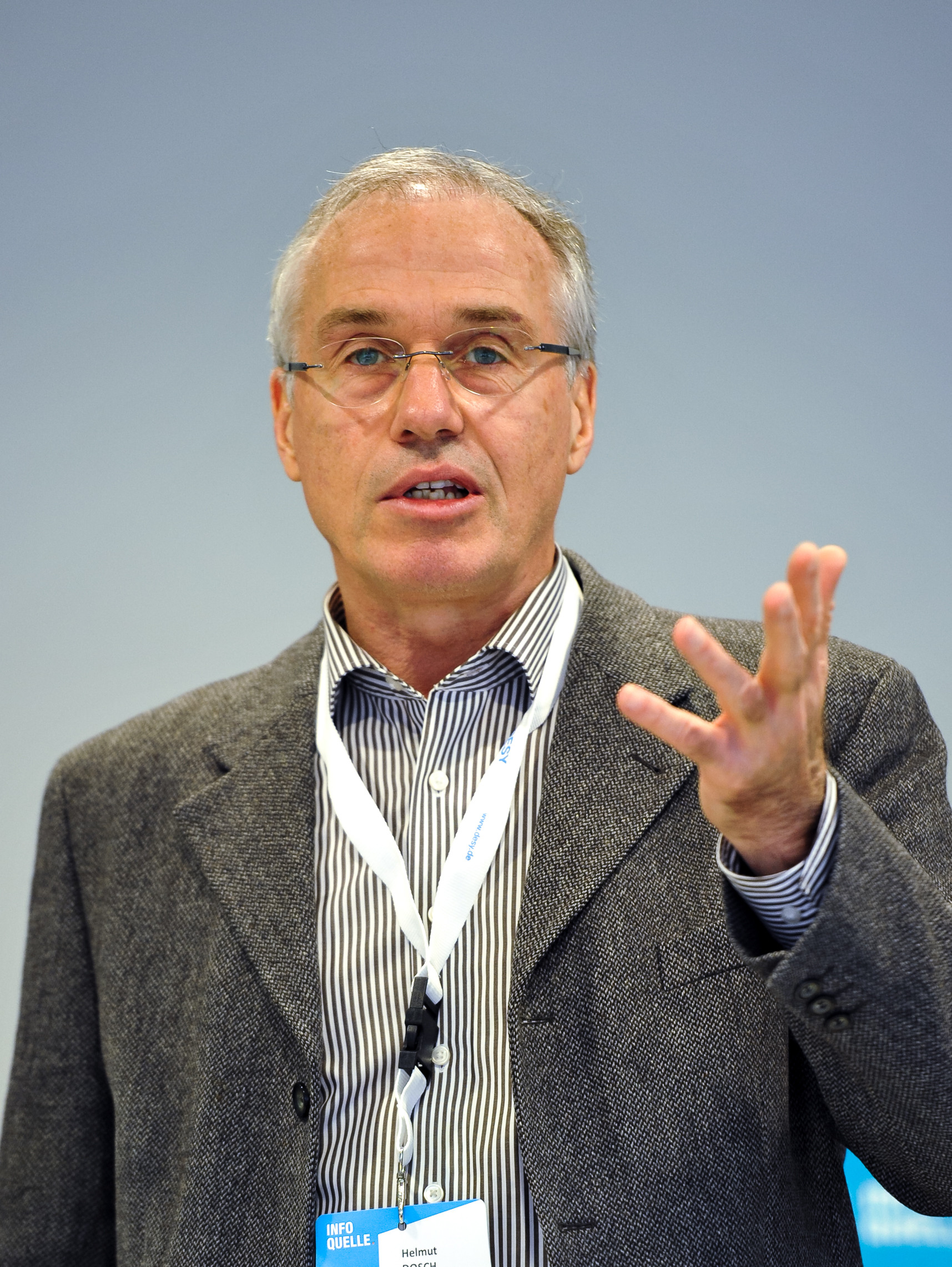
Helmut Dosch, 2013

Helmut Dosch (* 27. Juli 1955 in Rosenheim) ist ein deutscher Physiker und Leiter des Deutschen Elektronen-Synchrotrons (DESY) in Hamburg. Seine Forschungsgebiete sind Festkörperphysik und die Nutzung von Synchrotronstrahlung zur Erforschung von Oberflächen- und Grenzflächenphänomenen. International bekannt wurde Dosch durch seine Pionierarbeiten auf dem Gebiet der Phasenübergänge an Oberflächen, insbesondere durch seine Arbeiten zum Oberflächenschmelzen von Eis und zu kritischen Phänomenen an Legierungsgrenzflächen.

## Leben
Dosch studierte Physik an der LMU München. Nach dem Diplom forschte er am Hochflussreaktor des Instituts Laue-Langevin in Grenoble an Wasserstoffen und leichten Gasen in Metallen. Er promovierte 1984 mit diesen Arbeiten in München. 1985 ging er mit einem Feodor-Lynen-Stipendium der Alexander von Humboldt-Stiftung für zwei Jahre an die Cornell University. Dort führte er an der Synchrotronstrahlungsquelle CHESS erste Röntgenuntersuchungen an Metalloberflächen durch. In München leitete er zwischen 1987 und 1991 eine Projektgruppe „Phasenübergänge und kritische Phänomene an Legierungsoberflächen“. 1993 erhielt er Rufe an die Universitäten Würzburg und Wuppertal, von 1994 bis 1997 leitete er den neueingerichteten Lehrstuhl for kondensierte Materie am Institut für Materialwissenschaften der Bergischen Universität Wuppertal. 1997 wurde er zum Wissenschaftlichen Mitglied der Max-Planck-Gesellschaft und zum Direktor am Max-Planck-Institut für Metallforschung berufen und nahm 1998 gleichzeitig den Ruf zum Ordinarius für Festkörperphysik an der Universität Stuttgart an. Dosch ist Mitglied verschiedener nationaler und internationaler Beratungsgremien.
Vom 2. März 2009 bis 31. März 2025 war er Vorsitzender des Direktoriums des Deutschen Elektronen-Synchrotrons (DESY). Er war der erste Festkörperphysiker in dieser Funktion. Schon vorher war er Mitglied des Wissenschaftlichen Rats von DESY und Gutachter im Deutschen Wissenschaftsrat für das TESLA (Teilchenbeschleuniger)-Projekt, aus dem später der Europäische Röntgenlaser European XFEL (Hamburg) hervorging. Seit dem 1. April 2009 war Dosch zugleich ordentlicher Professor an der Universität Hamburg. Im Jahr 2009 war Dosch auch Leiter der Gennesys-Initiative zur Materialforschung.
Dosch ist verheiratet und hat vier Kinder.

## Auszeichnungen
Für seine bahnbrechenden Forschungsarbeiten erhielt Dosch mehrere Auszeichnungen, u. a. die Röntgen-Plakette der Stadt Remscheid und die Ehrendoktorwürde des Kurtschatow-Instituts in Moskau. Letztere gab er allerdings in Folge des russischen Überfalls auf die Ukraine 2022 zurück. Im Jahr 2020 wurde Helmut Dosch in der Sektion Physik als Mitglied in die Nationale Akademie der Wissenschaften Leopoldina aufgenommen. Am 23. Juni 2023 wurde ihm durch den Fachbereich Physik der TU Dortmund die Ehrendoktorwürde verliehen.